# Rusova Nouă, Caraș-Severin
Rusova Nouă este un sat în comuna Berliște din județul Caraș-Severin, Banat, România.

## Legături externe

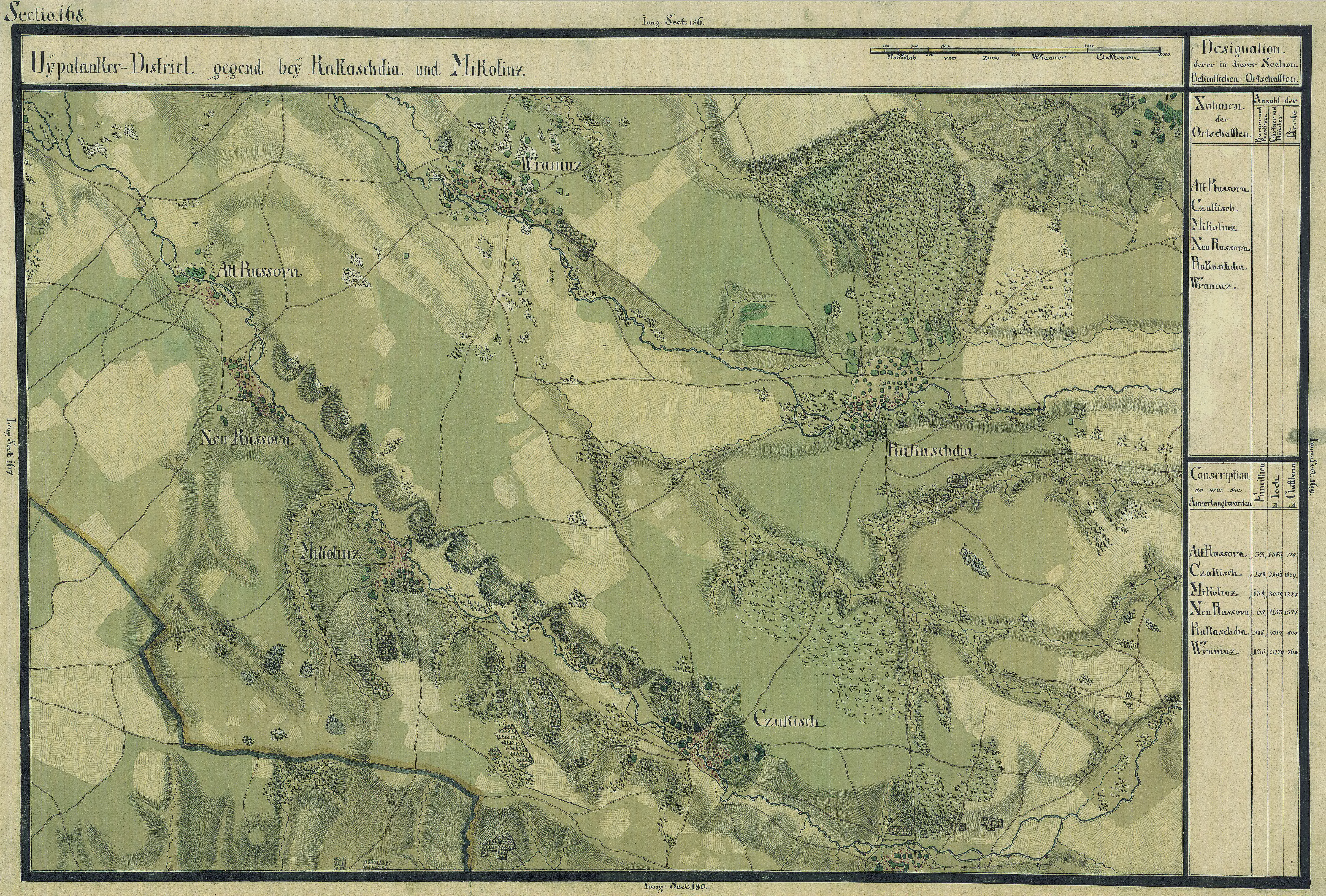
Rusova Nouă în Harta Iosefină a Banatului, 1769-72